# Gustaf Jonsson
Karl Gustaf Jonsson (Lycksele, 7 luglio 1903 – Stoccolma, 30 luglio 1990) è stato un fondista svedese.

## Biografia
Ai Mondiali del 1926, disputati a Lahti, fu 4° nella 30 km e 5° nella 50 km. Due anni dopo prese parte ai II Giochi olimpici invernali di Sankt Moritz 1928, dove gareggiò solo nella 50 km vincendo la medaglia d'argento con il tempo di 5:05:30, dietro al connazionale Per-Erik Hedlund.
Nel 1929, ai Mondiali di Zakopane, si classificò al 6º posto nella 18 km e al 5° nella 50 km. La sua ultima gara internazionale fu la 50 km dei III Giochi olimpici invernali di Lake Placid 1932, chiusa al 9º posto.
Morì nel 1990 a Bromma (Stoccolma).

## Palmarès

### Olimpiadi
- 1 medaglia, valida anche ai fini iridati:
  - 1 argento (50 km a Sankt Moritz 1928)